# 기타구치 하루카
기타구치 하루카( 일본어: 北口 榛花, 1998년 3월 16일~)는 일본의 육상 선수로 주 종목은 창던지기이다. 현재 일본 여자 창던지기 기록 보유자이며 2024년 하계 올림픽에서 금메달을 획득했다. 또한 2022년 세계 선수권 대회에서 동메달을 획득하였고 이어 2023년 세계 선수권 대회에서 우승을 차지하며 아시아 창던지기 선수로는 최초로 세계 육상 선수권 대회에서 우승했다.